# 페브지 차크마크

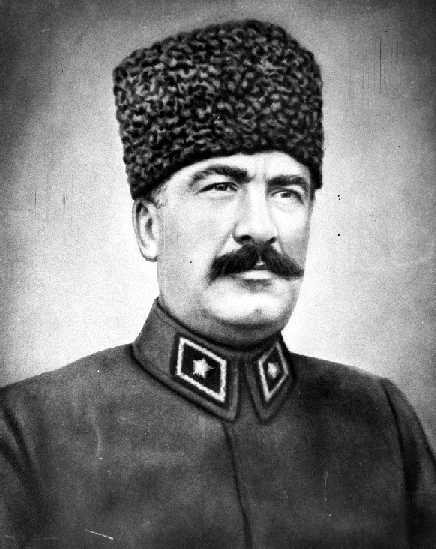
페브지 차크마크

무스타파 페브지 차크마크(Mustafa Fevzi Çakmak, 1876년 1월 12일 ~ 1950년 4월 12일)는 튀르키예의 군인 (원수), 터키 대국민의회 집행위원회 위원장(총리의 전신)을 지낸 인물로, 무스타파 케말 아타튀르크 (Mustafa Kemal Atatürk)의 전우 (戰友)였다.
무스타파 페브지는 1876년, 오스만 제국 (지금의 튀르키예)의 이스탄불에서 태어났다. 쿨렐리 군사고등학교 (Kuleli military highschool)를 졸업한 후, 1893년 6월 29일, 판갈트 군사 학교 (Pangaltı military school) 에 들어가 1898년 12월 25일, 수석으로 졸업하고, 오스만 제국 육군에 중위 (Lieutenant) 로 입대하였다. 제1차 세계 대전이 발발하자, 발칸 전쟁, 이탈리아-투르크 전쟁, 갈리폴리 전투, 팔레스타인 전선, 캅카스 전선 등 다양한 전선에 참전하였고, 전쟁 말기인 1918년, 42세의 나이로 오스만 제국의 국방 장관 및 육군 참모총장에 올랐다.
1920년, 무스타파 케말과 함께 삼순으로 건너가, 그가 이끄는 터키 독립 혁명에 투신하였다. 이로 인해 오스만 제국 정부에게 결석 재판에서 사형 선고를 받았으며, 세브르 조약의 영향으로 군비제한 (軍備制限) 이 되고 있던 군의 실력자로서, 이를 재건해 무스타파 케말을 도왔다. 이스메트 이뇌뉘 (İsmet İnönü) 가 쿠타야아튼타스 (Kutahya-Altıntas)에서 그리스 개입군에게 패한 뒤, 군의 지휘를 계승하여 사카르야 전투 (Battle of Sakarya) 그리스군을 격퇴하는 데 성공하였고, 두믈프나르 전투 (Battle of Dumlupınar) 에서도 무스타파 케말과 함께 군의 지휘를 맡아, 전투에서 승리한 후인 1922년 8월 31일, 무스타파 케말과 함께 원수(튀르키예어: Mareşal) 로 추대되었다.
오늘날에 이르기까지 터키군에서 원수에 추대된 것은 케말과 차크마크 뿐으로, 현재 터키어로 원수 (Mareşal) 라고 하는 경우, 특별히 지시하지 않는 한 체크마크 개인을 가리킨다. 군사령관임과 동시에, 터키 독립 전쟁 중인 1921년 1월 24일부터 1922년 7월 9일까지 터키 대국민의회(튀르키예어: Türkiye Büyük Millet Meclisi, TBMM) 정부의 총리를 지냈다. 1924년, 의회를 떠나 정치에서 손을 뗐고, 1924년 3월 3일부터 1944년 1월 12일까지 20년에 걸쳐 터키군의 참모총장을 맡았다. 1950년 4월 12일, 이스탄불에서 사망하였다.